# Археологическо проучване
Археологическо проучване (или Теренно проучване) е един от методите в археологията, вид полеви изследвания. Чрез тях археолозите (често тези, които се занимават с ландшафтна археология) търсят археологически обекти и събират информация за местоположението, разпространението и организацията на минали човешки култури в голяма площ (обикновено над един хектар и често пъти над квадратен километър). Археолозите провеждат проучвания за търсене на конкретни археологически обекти или видове обекти, за откриване на закономерности в разпределението на материалната култура по региони, за обобщаване или тестване на хипотези за минали култури и за оценка на рисковете, че проектите за развитие ще имат неблагоприятно въздействие върху археологическите наследство. Изследванията могат да бъдат: (а) натрапчиви или ненатрапчиви, в зависимост от нуждите на екипа за проучване (и риска от унищожаване на археологически доказателства, ако се използват натрапчиви методи) и; (б) обширни или интензивни, в зависимост от видовете изследователски въпроси, които се задават за въпросния пейзаж. Проучванията могат да бъдат практичен начин за решаване дали да се извършват разкопки или не (като начин за записване на основните детайли на възможно място), но може да бъде и самоцел, тъй като те дават важна информация за минали човешки дейности в регионален контекст.
Обща роля на теренното проучване е в оценката на потенциалното археологическо значение на местата, където се предлага развитие. Това обикновено е свързано със строителни работи и изграждане на пътища. Оценката определя дали зоната на въздействие върху развитието може да съдържа значителни археологически ресурси и дава препоръки дали археологическите останки могат да бъдат избегнати или е необходимо разкопки преди започване на строителните работи.
Археолозите използват различни инструменти при извършване на проучвания, включително – географска информационна система, глобална система за позициониране, дистанционно наблюдение, геофизично проучване и въздушна фотография.

## Проучване и планиране
Проучвателна работа може да се предприеме в отговор на конкретна заплаха (като предложена или предстояща разработка) за район с известен или неизвестен археологически интерес или като част от програма, адресираща конкретни изследователски теми. И в двата случая действителната теренна работа най-вероятно ще е предшествана от на изследване на работното местоположение (преглед на съществуващите данни под формата на карти, официални и неформални писмени записи, снимки и рисунки) или в съвременните интернет изследвания с помощта на търсачки, произход и онлайн регистри за раждане или имущество. От значение е ландшафта (растителност, съществуващо селище или оръдие на труда, дълбочина на почвата, климат) преди да бъде избран набор от техники, които да бъдат приложени в рамките на подходящ всеобхватен метод.

### Обосновка
Една площ може да се определи за проучване въз основа на следното:
- Намерени артефакти: Наличие у местните хора на физически артефакти, които понякога се съхраняват от местния музей, но по-често се събират в частни домове или стари сгради, като църкви и синагоги, с неясен произход.
- Литературни източници: Старите литературни източници предоставят на археолозите улики за местонахожденията на селища, които не са археологически документирани. Понякога текстовете може да са съвсем скорошни; например, книга за местната история може да спомене интересна област.
- Устни източници: На много места местните истории съдържат някакъв намек за по-значимо минало и често имат основа в историята. Например, някой може да си спомни, че дядо, който обикалял хълмовете като овчар, говорил за колони от стар храм, въпреки че потомъкът никога не е виждал руините.
- Местни познания: В много случаи местните жители знаят къде да намерят нещо интересно за археолозите. Възможно е да не са съобщили за това, защото са го приели като част от своя свят или поради страх от проникване в тяхната земя или общност.
- Предишни проучвания: На някои места минало проучване може да е било записано в академично списание. Използването на по-нови технологии и находки от други места може да даде основание за преразглеждане на мястото.
- Предишни разкопки: Разкопките, извършени преди средата на 20 век, са известни с лошо документиране. Те често се извършват по методи, които оставят след себе си голяма част от доказателствата, които съвременният археолог търси. Ранните багери често се интересували само от фина керамика, бижута и статуи и били наричани спасителни археолози.
- Липса на знания: Много области по света са разработили ограничени знания за същността и организацията на миналата човешка дейност на регионално ниво. (Въпреки че един или повече обекти могат да бъдат известни от даден район, често се знае малко за по-широкото разпространение на съвременните селища и как моделите на заселване могат да се променят с течение на времето.) Археологическото проучване на терена е основният инструмент за откриване на информация за неизследвани досега райони.
- Археологически хипотези: Някои видове археологически теории – например за промени в земеделските стратегии или плътността на населението – се изследват или тестват чрез използване на археологически проучвания на области, които трябва или не трябва да съдържат определени видове археологически материали, ако теорията е вярна.

### Регресия на картата
Регресията на картата, сравнявайки карти от различни периоди на една и съща област, може да разкрие минали структури, които са били записани, но вече не се виждат като повърхностни елементи. Използването на съвременни карти за транскрибиране или препроектиране на по-ранни карти може да помогне за намирането на тези функции със съвременни контроли и техники за проучване.

### Въздушна фотография
Въздушната фотография е добър инструмент за планиране на проучване. Останки от по-стари сгради често се показват в полетата като отсечки. Точно под горния слой на почвата, останките могат да повлияят на растежа на посевите или тревата. За предпочитане трябва да има снимки на една и съща област по различно време на годината, което позволява на анализатора да намери най-доброто време за да види тези отсечки.

### Предишна дейност в региона
Ако индикаторът, който е стартирал процеса, не е запис на предишна работа, археолозите трябва да проверят дали е извършена някаква работа преди започване на предстоящия проект. Тъй като много по-стари проучвания и разкопки са били публикувани в статии, които не са широко достъпни, това може да е трудна задача. Често срещаният начин за справяне с това е чрез посещение на района, за да се провери информацията от местните музеи, историци и възрастни хора, които може да си спомнят нещо за предишните дейности в определен район.

### Разрешения
Обикновено е просто да се получи разрешение за извършване на проучване на културно поле, особено на ненатрапчиво. Ако районът е частна собственост, местните закони могат или не могат да изискват сътрудничеството на собствениците на земи. Разрешението за натрапчива форма на проучване може да бъде по-трудно да се получи поради страха от унищожаване на доказателства или ценности на имуществото и заплахата от иск за споменатите щети от собственика на имота.

## Натрапчиви и ненатрапчиви проучвания
При ненатрапчивото проучване нищо не се пипа, просто се записва. Прецизното проучване на почвения слой на земята и други характеристики може да им позволи да бъдат интерпретирани без нуждата от изкопна дейност.
Натрапчивото проучване може да означава различни неща. В някои случаи се събират всички артефакти с археологическа стойност. Това често се случва, ако става въпрос за спасително проучване, но по-рядко при редовно проучване.
Друга форма на натрапчиви изследвания са пробиване на дупки. В земята се пробиват малки дупки, най-често с отвори, правени на ръка. Съдържанието се изследва, за да се определи дълбочината, на която може да се открият културни пластове и къде може да се очаква да удари девствена почва. Това може да бъде ценно при определяне на стойността на изкопа – ако има натрупване на няколко метра почва над слоевете, от които се интересува археологът, стойността очевидно ще бъде много по-висока, отколкото ако артефакти бъдат открити само на сантиметри под земята.

## Систематично спрямо интензивно проучване
Един от начините за класифициране на археологическите теренни проучвания е разделянето им на два типа – интензивни и обширни. Първият се характеризира с пълно или почти пълно покритие на зоната на изследване с висока разделителна способност, най-често като екипи от археолози, които ходят систематично (например в паралелни трансекти) над парцели от въпросния пейзаж, документирайки археологически данни като каменни предмети, керамика и / или останки от сгради. Вариациите във видимостта на артефакти, свързани с топографията, растителността и характера на почвата, да не говорим за несъвършените способности за откриване на човешките наблюдатели, поставят под въпрос самата концепция за пълно покритие. Систематичното проучване (или Обширното проучване) от друга страна, се характеризира с подход с ниска разделителна способност върху цели в рамките на изследваната зона (понякога включваща стотици квадратни километри). Понякога това включва произволна извадка или някакъв друг вид вероятностна извадка, за да се получи представителна извадка от изследваната област. Обширни проучвания могат да бъдат насочени към идентифициране на археологически обекти в голяма площ, докато интензивните проучвания са предназначени да осигурят по-изчерпателна картина на местоположението на обектите и естеството на данните извън обекта (напр. полеви системи, изолирани находки и т.н.). Интензивното проучване е по-скъпото, навременно и в крайна сметка информативно за двата подхода, въпреки че обширните проучвания могат да предоставят важна информация за неизвестни досега области.

## Целенасочено съпоставено с вземане на проби
Археологическите теренни проучвания могат също да бъдат характеризирани като целенасочени или като извадкови проучвания. Целенасоченото проучване включва случаи, когато археолозите търсят определен обект или определен вид археологически материали. Например те може да търсят определена корабокрушение или историческа крепост, чието точно местоположение вече не е сигурно. Те обаче могат да търсят и археологически материали на определени места, за да проверят хипотези за миналото използване на тези пространства. Проучванията на извадките, от друга страна, имат за цел да получат представителна извадка от някаква популация от обекти или артефакти, за да се направят обобщения за тази популация. Това включва известна вероятностна извадка от пространствени единици, като случайна или стратифицирана произволна извадка от геометрични (често квадратни) или неправилни пространствени единици.

## Обхождане (трансекти)
Обикновено ходенето на полета в координатна мрежа или по линии, наречени трансекти, формира гръбнака на археологическите проучвания на терен, поне там, където видимостта е доста добра. Един изследовател или екип преминава бавно през целевата зона в търсене на артефакти или други археологически показатели на повърхността, като често през това време записва аспекти на околната среда. Методът работи най-добре или на орана земя, или на повърхности с малко растителност. На разораните повърхности, тъй като почвата се обръща редовно, артефактите следва да се придвижат към върха. Ерозията и загубата на почвата върху необработена и леко вегетирана почва (например в полусуха среда) могат да доведат до „издигане“ на повърхността на артефакти.
Дори и при оптимални повърхностни условия ефикасността на ходенето на полето варира в зависимост от дългосрочното използване на земята, топографията, метеорологичните условия, уменията и опита на обхождащите полето и други фактори. Интензивното обработваемо земеделие на върховете на хълмовете първо излага и след това раздробява артефакти като керамика и дори отчупени камъни (обикновено кремък, рог или обсидиан) на люспи. И обратно, платото и горните скални или долни странични почви ще се движат надолу по склона, образувайки дълбоко уплътнение върху ниско разположени археологически отлагания, което ще ги направи недостъпни за повърхностно проучване. Дори артефакти на повърхността и с относително висока видимост (т.е. малко затъмняваща растителност) обаче не се откриват последователно от геодезистите. Следователно е нереалистично да се очаква 100% възстановяване на артефакти или дори местонахождение. Можем да оценим ефективността на геодезистите при откриване на артефакти с „ширина на размах“, която е теоретичната ширина на трансекта, при която броят на артефактите, открити извън размах, е идентичен с броя на пропуснатите в размах. Колкото по-лоша е видимостта, толкова по-лош е контрастът между „целите“ на артефакта и тяхното обкръжение или колкото по-лошо е умението или вниманието на геодезиста, толкова по-тясна ще бъде широчината на размах.
Съвременните технологии като GPS улесняват записването на проучванията много по-лесно, тъй като позициите на артефакти или артефактни клъстери („местонахождения“) могат да бъдат взети добре в границите на точност и прецизност, необходими за проучвателната работа. Записването на местоположението и атрибутите на археологическите характеристики е ускорено чрез адаптивни преносими изчислителни интерфейси или мобилни географски информационни системи (GIS). Бази данни, съдържащи съществуващи регионални археологически данни, както и други ландшафтни GIS слоеве, като почви, растителност, съвременни характеристики и планове за развитие, могат да бъдат заредени в мобилна GIS за справка, за целите на вземане на проби и за актуализиране на земната истина директно в полето, което води до по-информиран процес на археологическо проучване.

## Видими надземни конструкции и подпочвено тестване
Обхождането включва събиране на разпръснати артефакти в разораните полета. В силно залесени райони като Скандинавия или в североизточната част на Северна Америка или дълбоко алувирани райони, като в Холандия, разходките с полета не винаги са практичен метод. Хумусът и падналите листа в залесените райони, тинята върху алувиалните вентилатори или настилката в застроените квартали могат да направят артефактите и местата в близост до повърхността невидими дори на малки разстояния. В такива случаи археологическите геодезисти могат да се концентрират върху надземни конструкции като погребални пещи, срутени полеви стени и скални пана, да търсят неестествени промени в растителността и ландшафта, за да решат какво може да се крие под растителността, или да изследват чрез тест със солен спрей (SST). Тестовете със солен спрей могат да се състоят от поредица от ями за изпитване на лопата, които проникват в хумусния слой или тревната площ или, където значителни по-късни утайки могат да покрият археологически материали, серия от отвори за шнек или сърцевина. Тестовете със солен спрей са много по-скъпи от разходките на терен и проучванията на SST обикновено имат много ниска вероятност за пресичане и откриване на археологически останки, освен когато интензивността (плътността на SST), а оттам и разходите са непосилно високи. В различните скандинавски обекти и регистри на паметници се изброяват основно надземни паметници, а не изорани обекти с разпръснати керамични съдове.
Поради високите разходи, свързани с някои видове проучвания, често е полезно да се използва „прогнозно моделиране“, за да се стесни търсенето на археологически материали. Това е особено важно за целенасочените проучвания, но може да се използва и за насочване на извадкови проучвания, като се премахне необходимостта от изследване на райони, където по геоложки или други причини можем разумно да очакваме всички древни следи да бъдат унищожени (например от ерозия) или далеч твърде дълбоко погребан (напр. от алувиум), за да бъде откриваем. Съвременните прогнозни модели в археологията използват географски информационни системи (GIS).

## Геофизично проучване
Геофизичното проучване се използва за подземното картографиране на археологически обекти. През последните години има голям напредък в тази област и тя се превръща във все по-полезен и рентабилен инструмент в археологията. Геофизичните инструменти могат да открият погребани археологически характеристики, когато техните електрически или магнитни свойства контрастират значително със заобикалящата ги среда. В някои случаи могат да бъдат открити и отделни артефакти, особено метал. Показанията, направени по систематичен модел, се превръщат в набор от данни, който може да се изобрази като карти на изображения за интерпретация. Резултатите от проучването могат да бъдат използвани за насочване на разкопките и за даване на археолозите прозрение за моделирането на неразкопани части от обекта. За разлика от други археологически методи, геофизичното проучване не е инвазивно или разрушително. Поради тази причина той често се използва там, където опазването (а не разкопките) е целта за запазване на проекта и спазване на приложимите закони.
Геофизичните методи, които най-често се прилагат в археологията са – магнитометри, измерватели на електрическо съпротивление, проникващ в земята радар (GPR) и електромагнитна (EM) проводимост. Тези методи осигуряват отлична разделителна способност на много видове археологически характеристики и са в състояние да извършват изследвания с висока плътност на пробите на много големи площи и да работят при широк спектър от условия. Докато обикновените метални детектори са геофизични сензори, те не са в състояние да генерират изображения с висока разделителна способност. Други утвърдени и нововъзникващи технологии също намират приложение в археологическите приложения.
Въпреки че в миналото геофизичното проучване се е използвало с периодичен успех, много добри резултати са много вероятни, когато се прилага по подходящ начин. Той е най-полезен, когато се използва в добре интегриран изследователски дизайн, където интерпретациите могат да бъдат тествани и усъвършенствани. Тълкуването изисква познания както за археологическите записи, така и за начина, по който се изразява геофизически. Подходящите уреди, дизайн на теренни проучвания и обработка на данни са от съществено значение за успеха и трябва да бъдат адаптирани към уникалната геология и археологически записи на всеки обект. На място контролът на качеството на данните и пространствената точност са от решаващо значение за успешното завършване на мисията.